# 마이글린

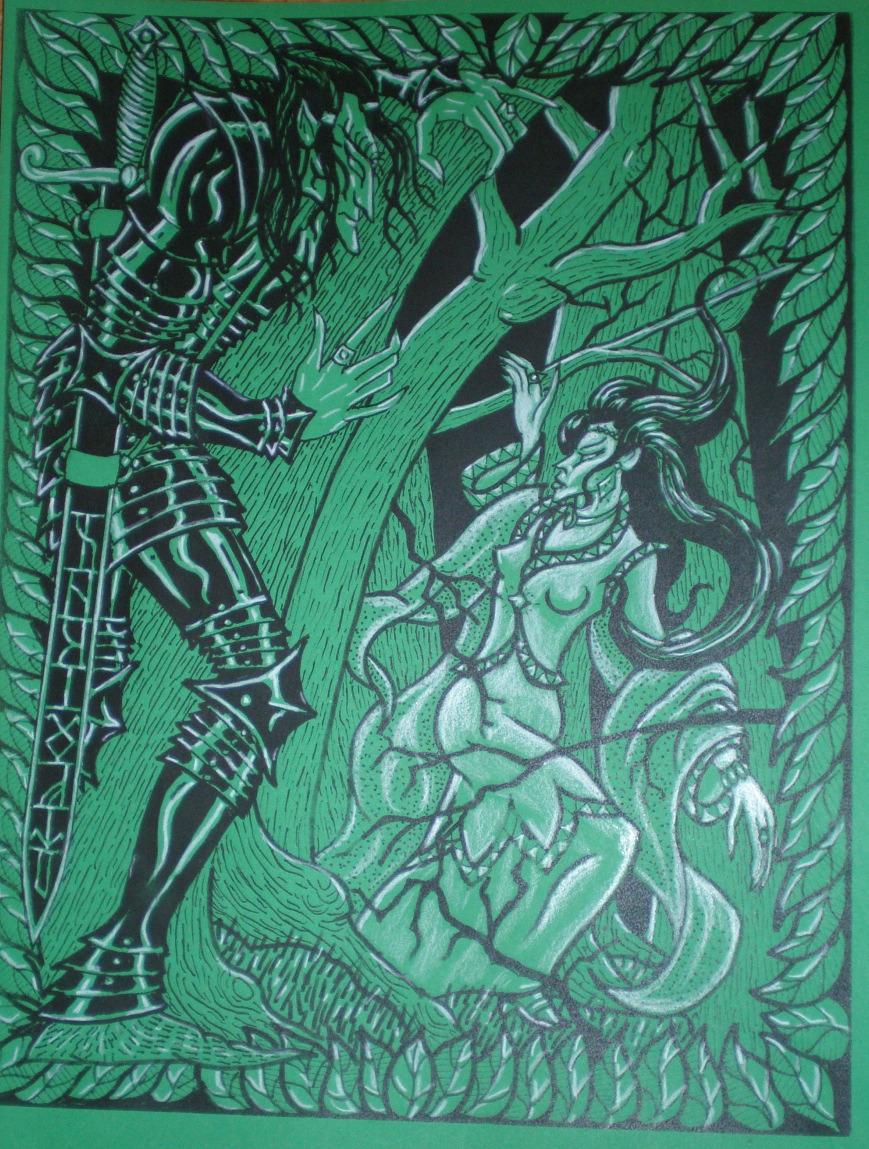

마이글린(Maeglin)은 곤돌린의 군주이자 놀도르 대왕 투르곤의 조카다.
그는 부친 에올의 재주와 난쟁이의 기술을 습득하여 특출난 인물이었으나, 한편으로 마음에 깊은 어둠을 가졌으므로 선견지명을 갖춘 왕의 외동딸 이드릴은 그에게 거리를 두었다. 곤돌린은 특별한 이유가 없으면 외부로 나가는 것을 금하는 왕국의 법이 있으나, 마이글린은 이를 무시하고 채광을 하던 중 모르고스의 부하에게 포로가 되어 결국 은밀하게 존속해 오던 왕국이 멸망하는 데 일조했다. 이후 투르곤과 그의 휘하 영주들과 함께 결사 항전을 대비해야 할 때 반역을 일으켰으나 투르곤의 사위이자 에아렌딜의 부친 투오르와 대치하다 죽음을 맞이했다.